# النقابة الصغيرة في ريجا
النقابة الصغيرة The Small Guild ((باللاتفية: Mazā ģilde)‏) عبارة عن مبنى يقع في ريغا، لاتفيا، في 3/5 شارع أماتو. شُيِّد المبنى في الأعوام 1864–666 بعد مشروع للمهندس المعماري يوهان فيلسكو على الطراز القوطي الجديد.

## الأهمية
كانت النقابة الصغيرة بمثابة رابطة للحرفيين أو الأعداء بملحمتهم. منذ عهد الاتحاد الليفوني، قررت النقابة الصغيرة، جنبًا إلى جنب مع Grand Guild ومجلس مدينة ريغا، جميع القضايا الأكثر أهمية لإدارة مدينة ريغا. خلال فترة استقلال ريغا (1562-1582)، اكتسبت قرارات مجلس مدينة ريغا قوة القانون فقط بموافقة كلتا النقابتين. بعد قمع الاضطرابات التقويمية في 26 أغسطس 1589، استعادت تسوية يوم سيفرين السلطة السابقة لمجلس مدينة ريغا، لكن النقابة الصغيرة أنشأت مكتب تمثيلي للمقعد القديم (Aeltestenbank) في بلدية المدينة. تم تشكيلها من قبل زعيم النقابة الصغيرة (الترمان) مع 29 من شيوخ النقابة.

## فترة النقابات (1877-1936)
بعد إدخال قانون مدن الإمبراطورية الروسية في إقليم لاتفيا عام 1877، فقدت النقابات الكبرى والصغيرة حقوقها السياسية وأصبحت جمعيات خاصة. بعد الانتخابات الأولى لمجلس مدينة ريغا ورئيس المدينة في عام 1877، وأُجبرت النقابات على تسليم المسرح ودار الأيتام ومراعي المدينة وبنك الخصم ومؤسسة الغاز وإمدادات المياه إلى المجلس. حتى عام 1917، احتفظت النقابات بالحق في تفويض ممثل واحد لكل منها لمكتب ضرائب المدينة. بعد تأسيس جمهورية لاتفيا عام 1923، تحولت النقابة الصغيرة إلى "أخوية نقابة سانت جون" بوظائف المجتمع الثقافي والاجتماعي. Ludvigs Sāje، كهربائي من النقابة الصغيرة، جنبًا إلى جنب مع شيوخ النقابة - الصائغ هاينريش بيرمان، الخباز Albīna Fogeli، المحاسب Herman Hafelberg، الخباز Ernest Līdek، البناء الرئيسي إرنست روتيس، صانع الحلويات فولدمارس راينر "بقيادة فيلهلم رايمرز، كبير السن من Grand Guild، وبعد ذلك Oscar Yaksh، لكن Ludwig Saye كان المشرف الأول.
في عام 1931، كان لدى النقابة الصغيرة حوالي 750 معلمًا و 2100 صائغًا و 900 متدربًا.

## التركيبة العرقية
عقدت النقابة الصغيرة تقليد اجتماعاتها العامة باللغة الألمانية. على الرغم من وجود عدد قليل من الأساتذة الذين يحملون ألقاب لاتفية في النقابة الصغيرة منذ القرن السادس عشر، إلا أن عدد الحرفيين الذين تم نقلهم كان أعلى من ذلك بكثير. من ناحية أخرى، في بداية القرن العشرين، نما عدد الإخوة في رابطة لاتفيا بسرعة، وفي عام 1931، من بين حوالي 750 أستاذًا، كان هناك حوالي 400 ألماني من دول البلطيق، وحوالي 250 لاتيفي وحوالي 100 ممثل عن آخرين الأمم والأخويات الذين عقدوا اجتماعات في لاتفيا. من ناحية أخرى، تجاوزت نسبة اللاتفيين 70٪ في عام 1931.

## الهيكل الإداري
كانت النقابة الصغيرة يقودها مجلس النقابة القديمة (Aeltestenbank)، مجلس النقابة الصغيرة من عام 1923، والذي انتخب شيخًا من بين الأساتذة النشطين، والذي كان رئيسًا للنقابة الصغيرة. حتى عام 1671، كان مطلوبًا للكهربائيين مؤقتًا، في وقت لاحق مدى الحياة، ولكن من عام 1923 لمدة عامين. يمكنك أن تصبح خبيرًا نشطًا («الأخ») حتى سن 45، بعد ثلاث سنوات من حصولك على درجة الماجستير. كان يطلق على زوجات السادة النشطاء «أخوات» وكان لهن وضع الأعضاء السلبيين في النقابة. يحق للسادة والأخوات والأشقاء السلبيين المشاركة في الاجتماعات العامة دون أن يكون لهم حق التصويت. يتألف مجلس النقابة الصغيرة من 33 عضوًا تنتخبهم الجمعية العامة من بين الإخوة النشطين. انتخب المجلس مجلس النقابة الصغيرة من سبعة أعضاء.

## معرض الصور

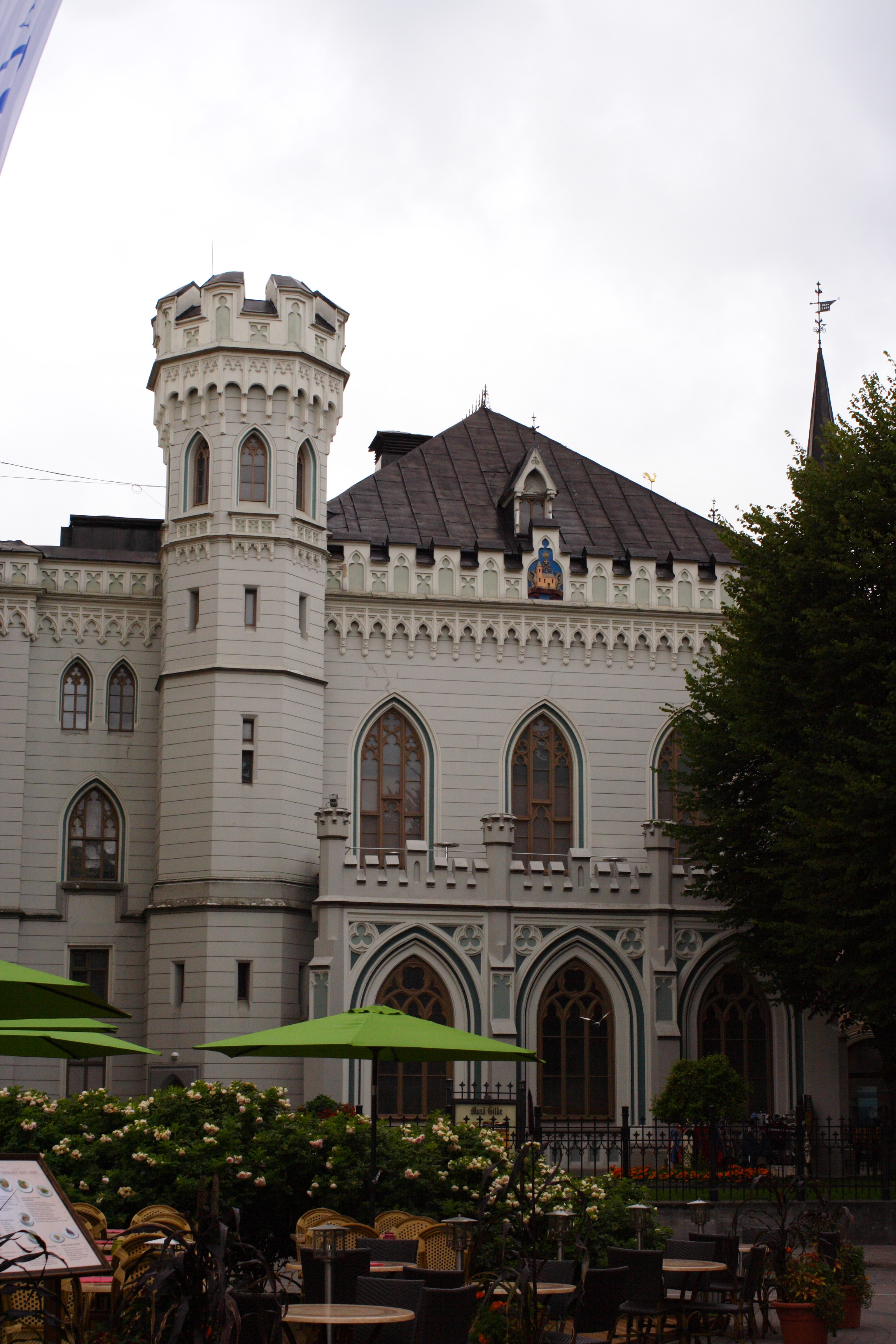
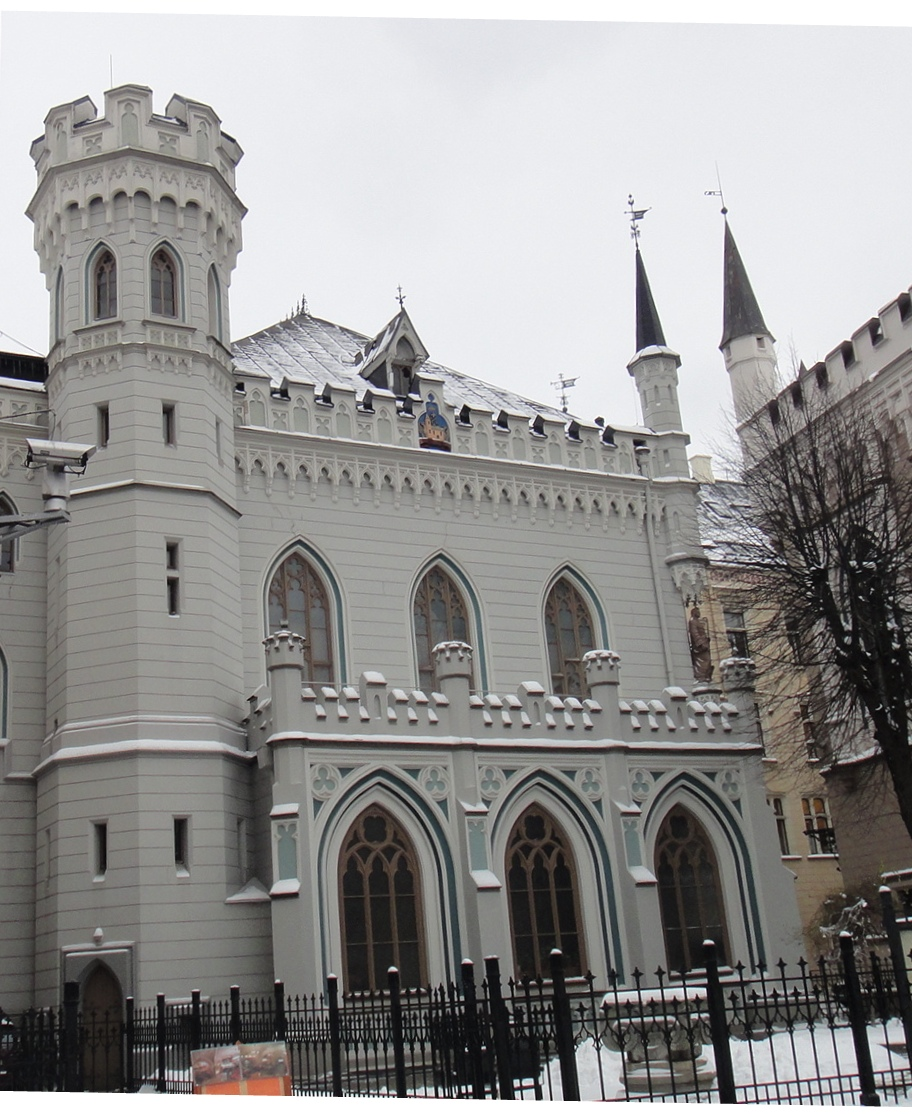
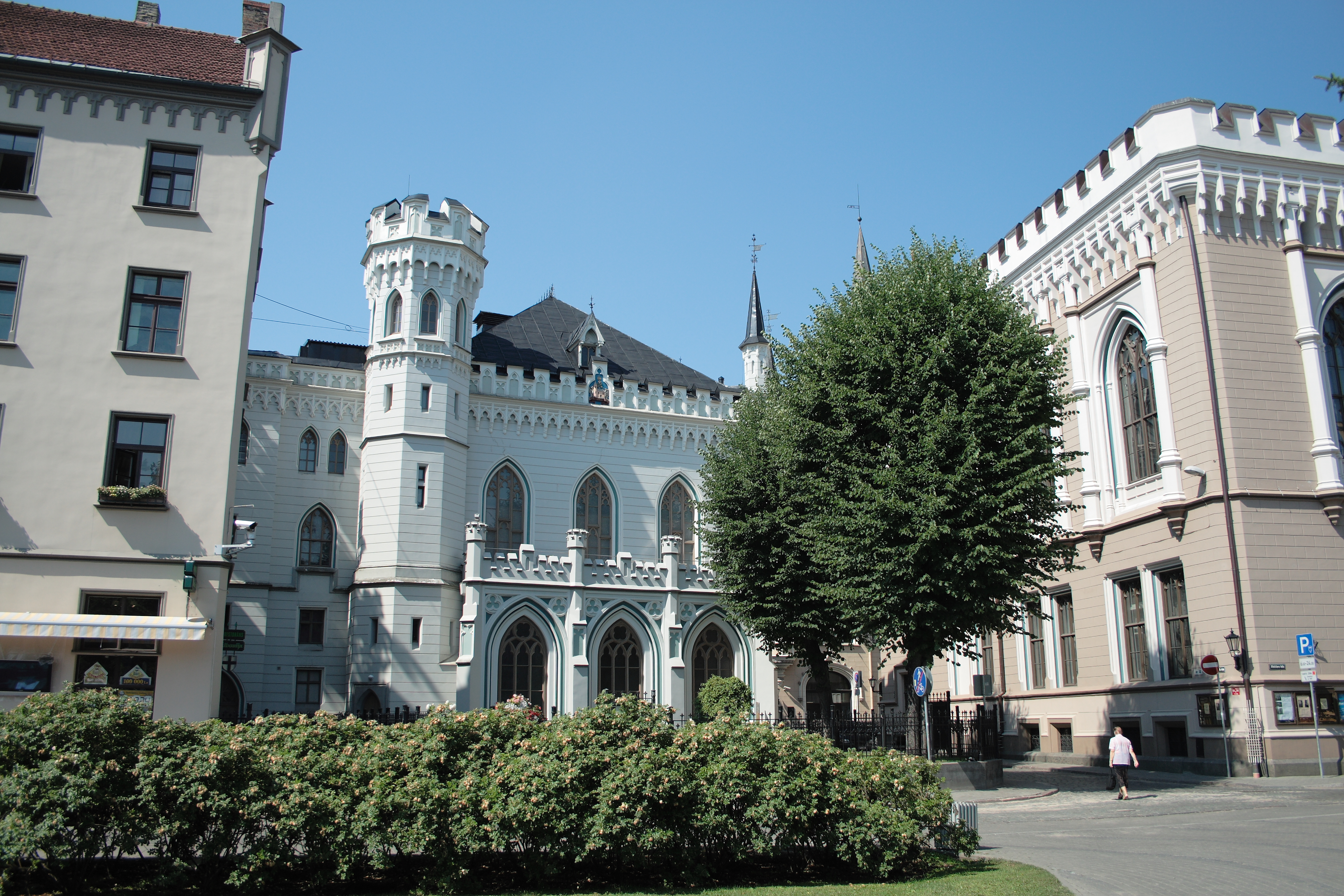
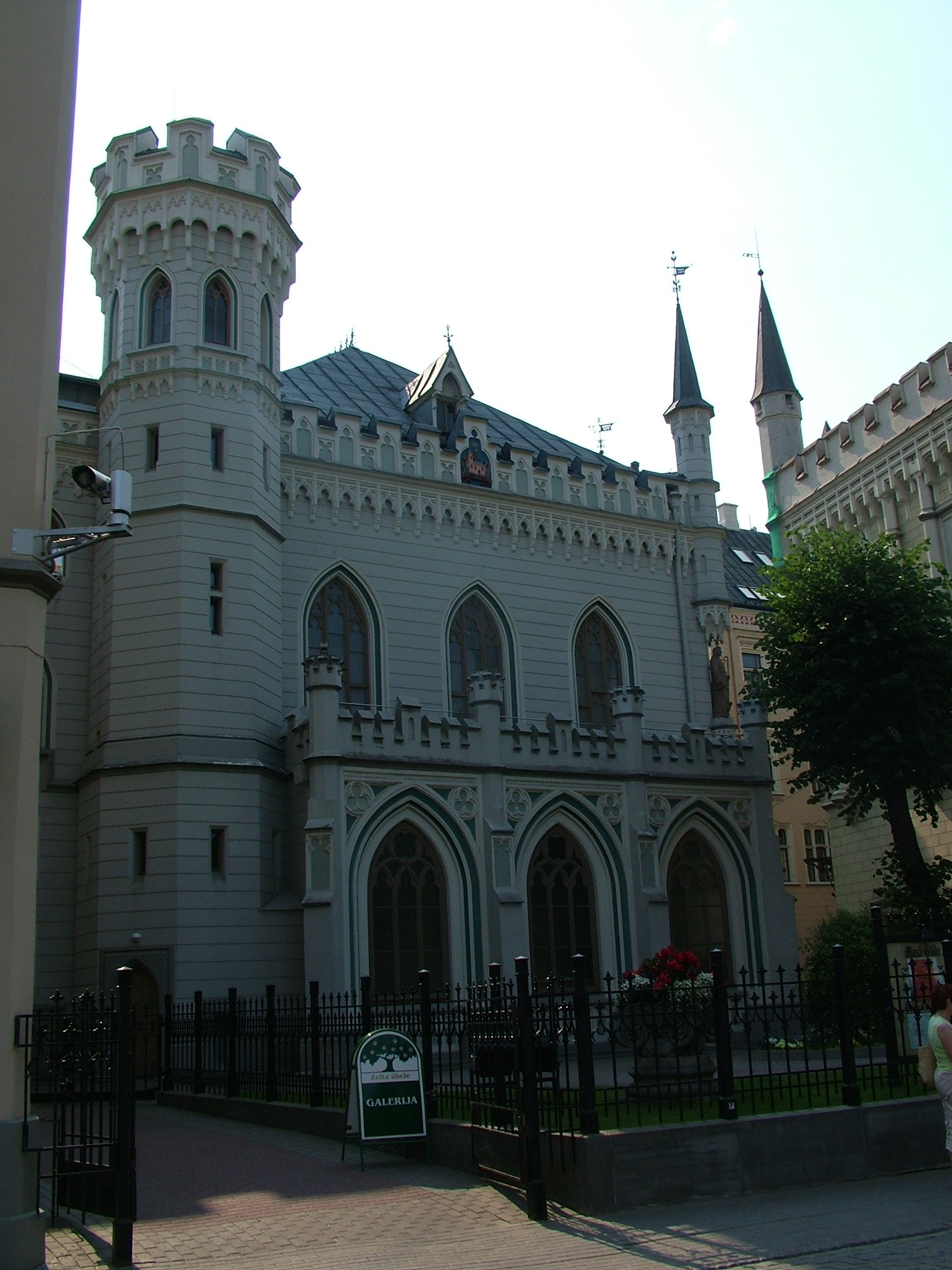
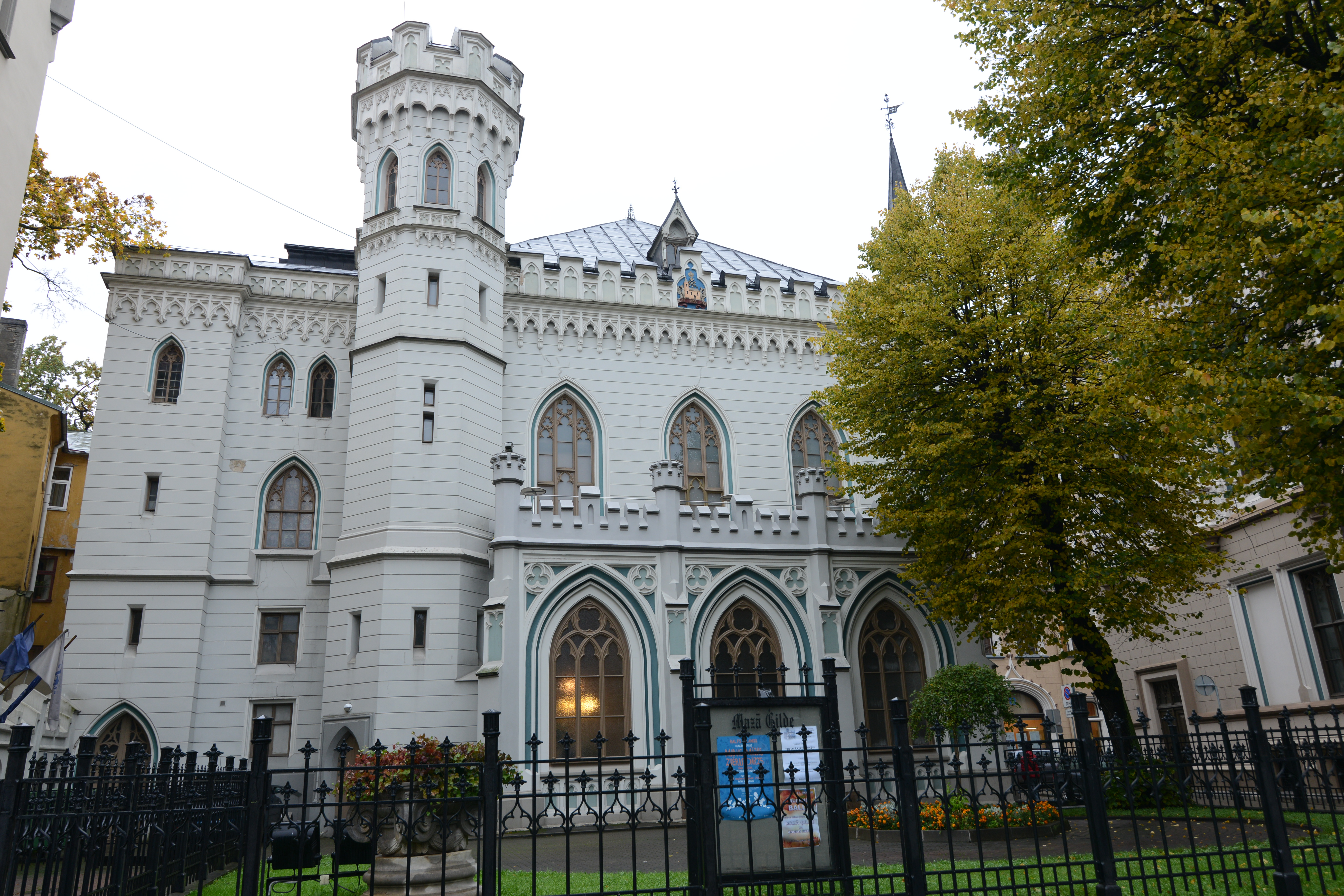
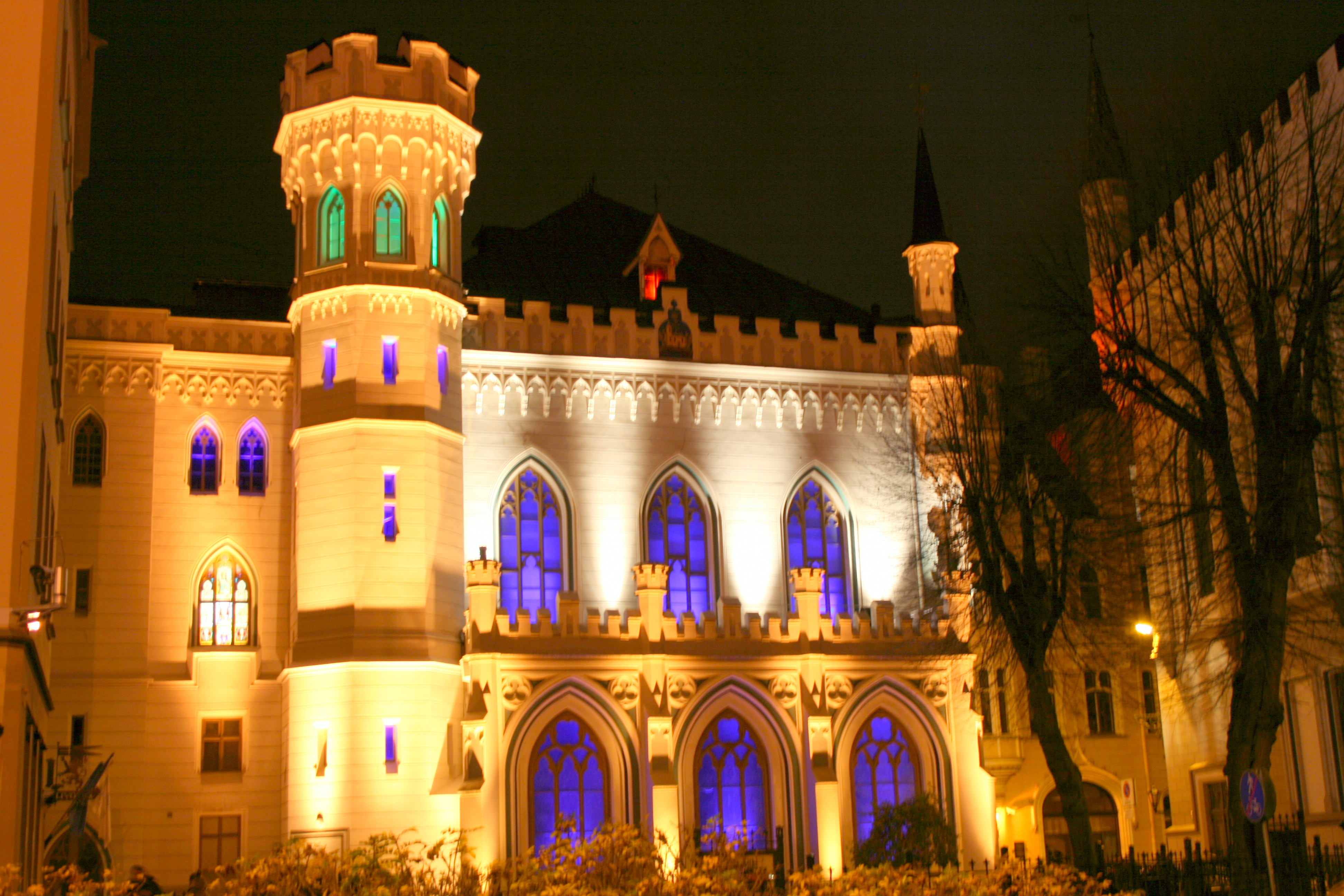
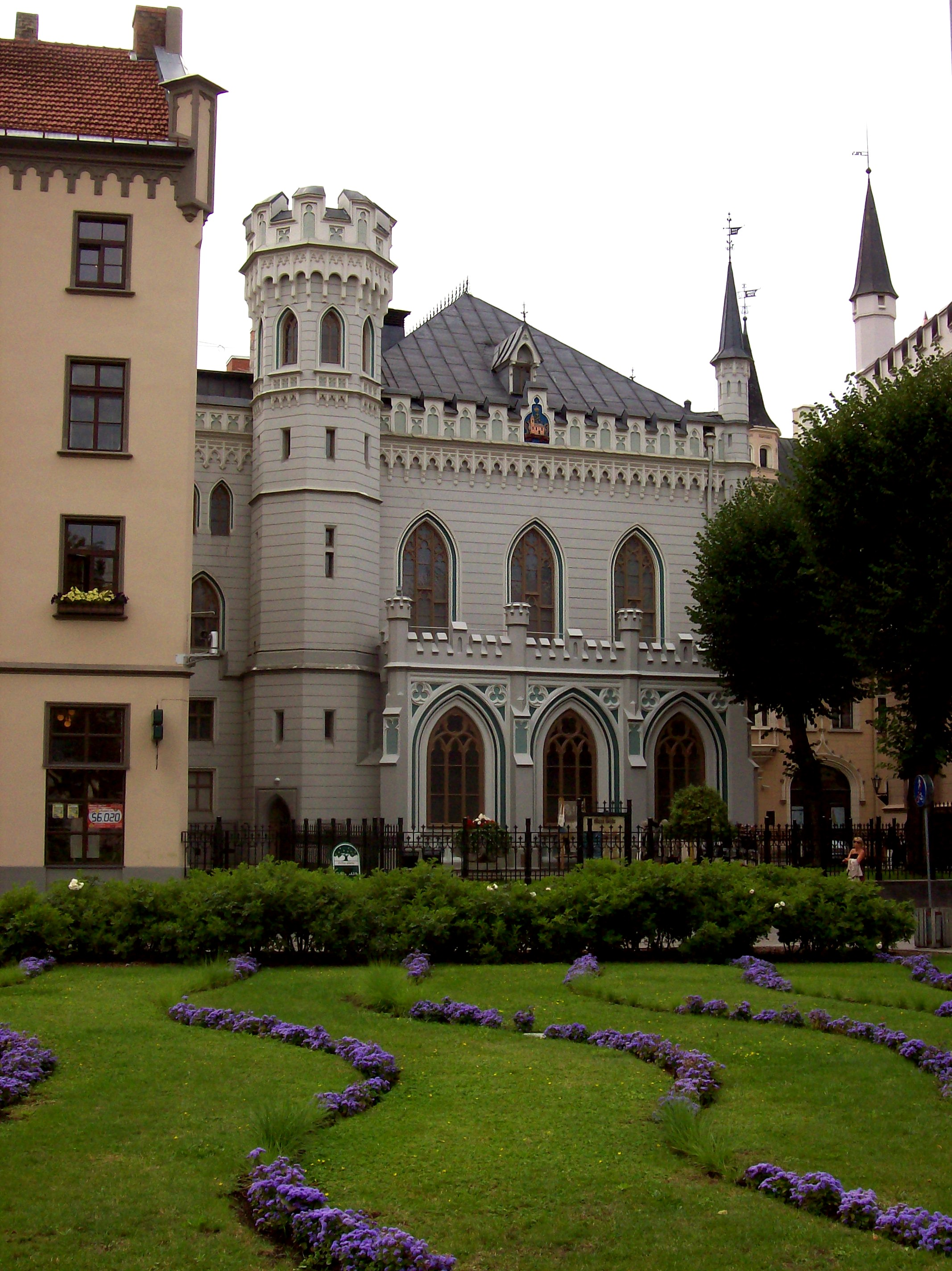